# Homberg (Ohm)
Pour les articles homonymes, voir Homberg.
Homberg (Ohm) est une commune allemande, située dans l'arrondissement (Landkreis) Vogelsbergkreis du district de Giessen, dans le Land de Hesse. Elle se trouve au centre du land, dans la vallée de l'Ohm, à 19 km au sud-est de Marbourg.

## Personnalités liées à la ville
- Carl Theodor Welcker (1790-1869), homme politique né à Ober-Ofleiden.

## Jumelages
Elle est jumelée avec :
- Stadtroda (Allemagne) depuis 1990
- Thouaré-sur-Loire (France) depuis 1981

## Images

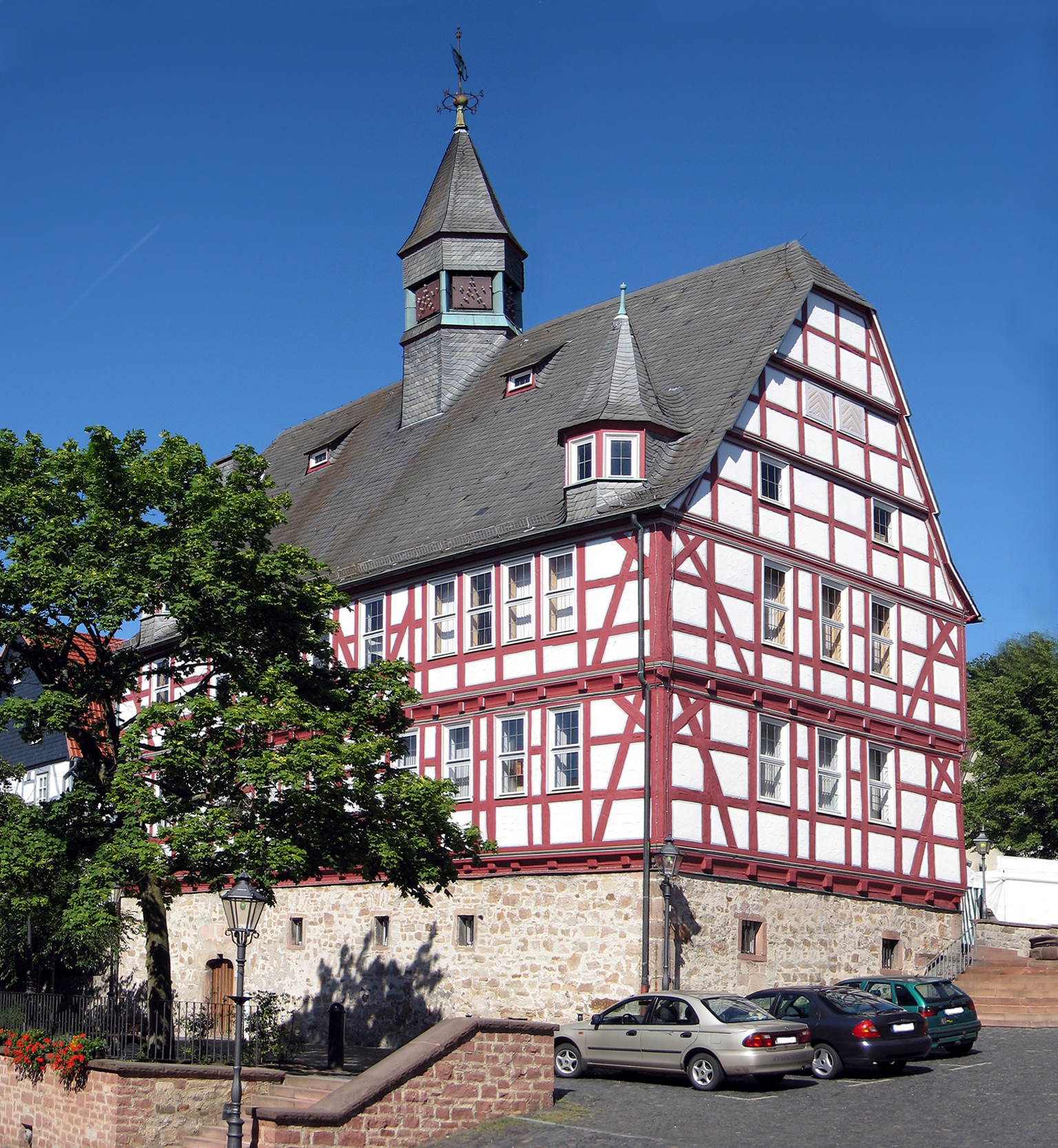
L'Hôtel de ville
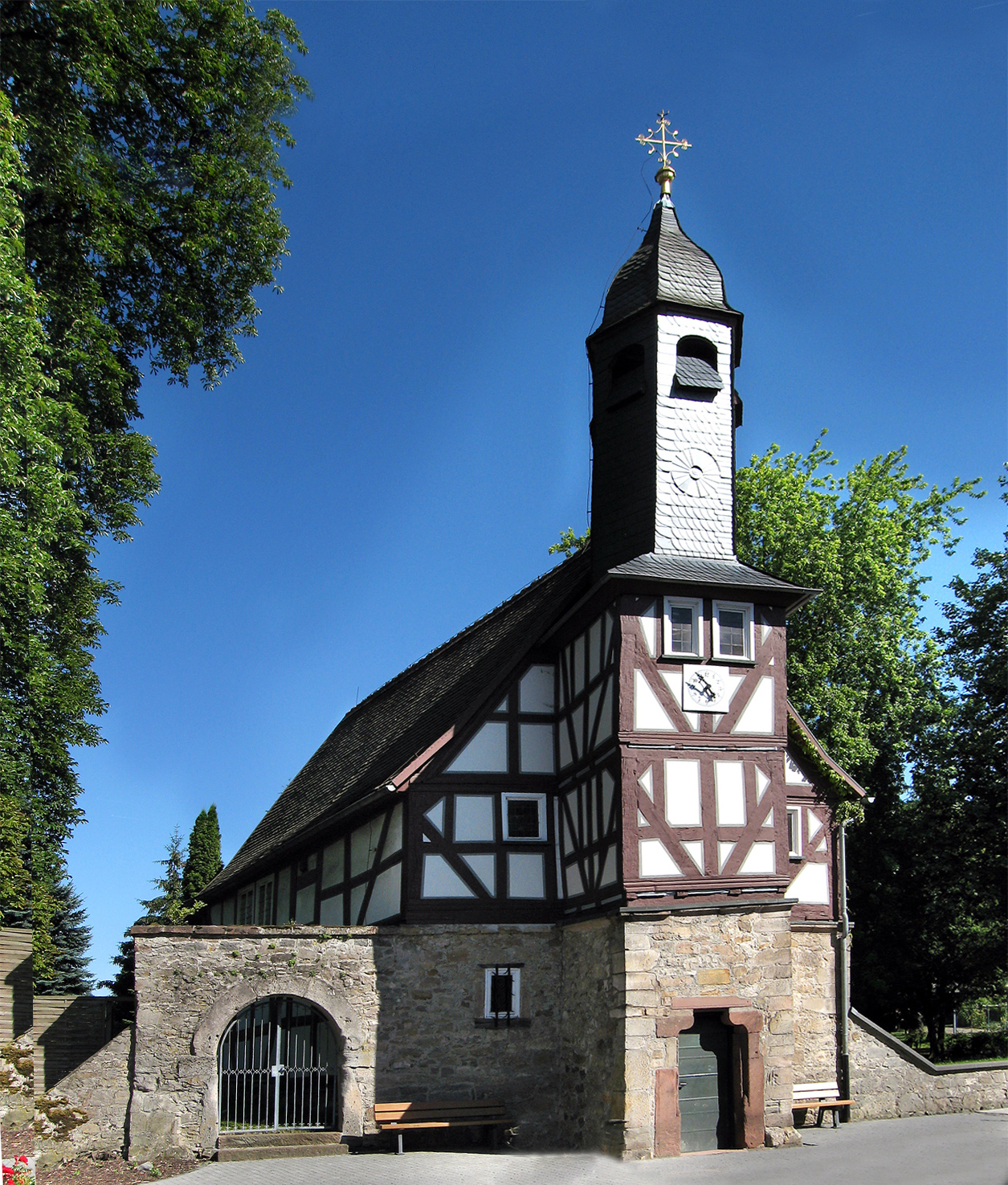
La Friedhofskapelle (1583)
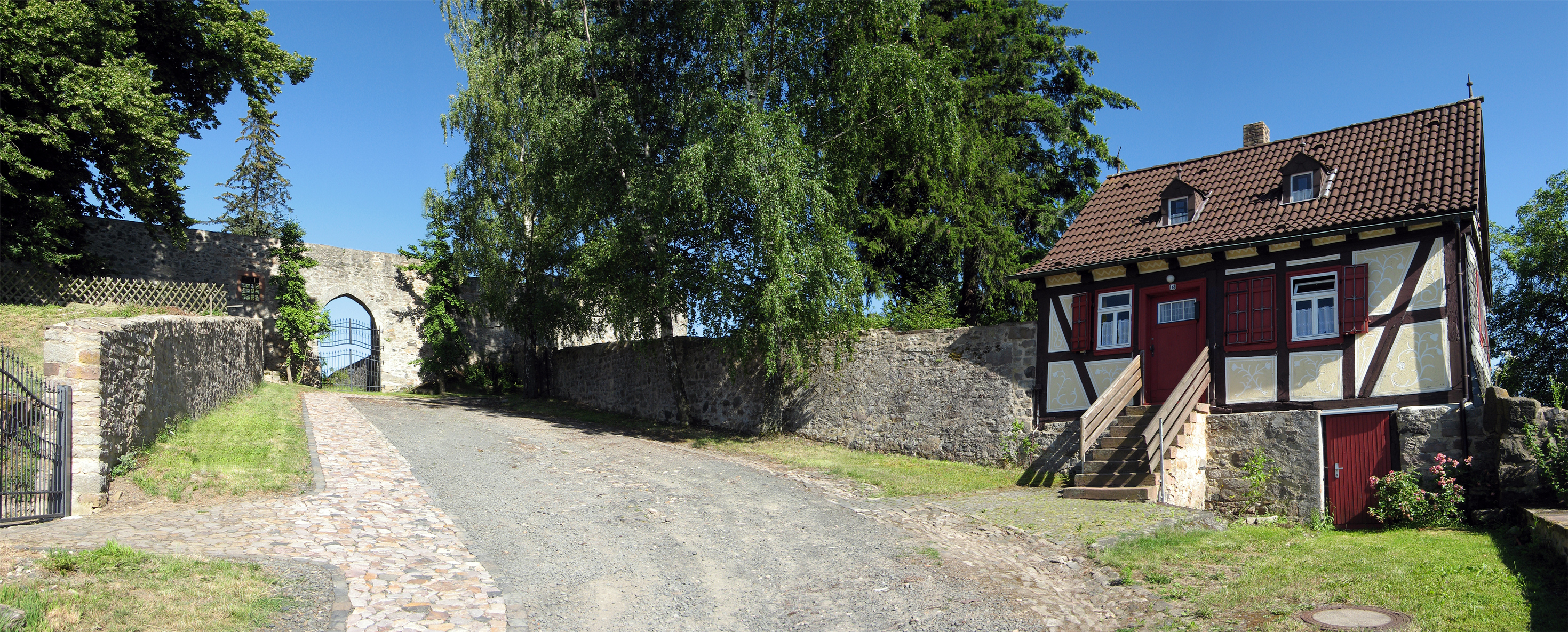
Route du château